# Henry L. Stimson

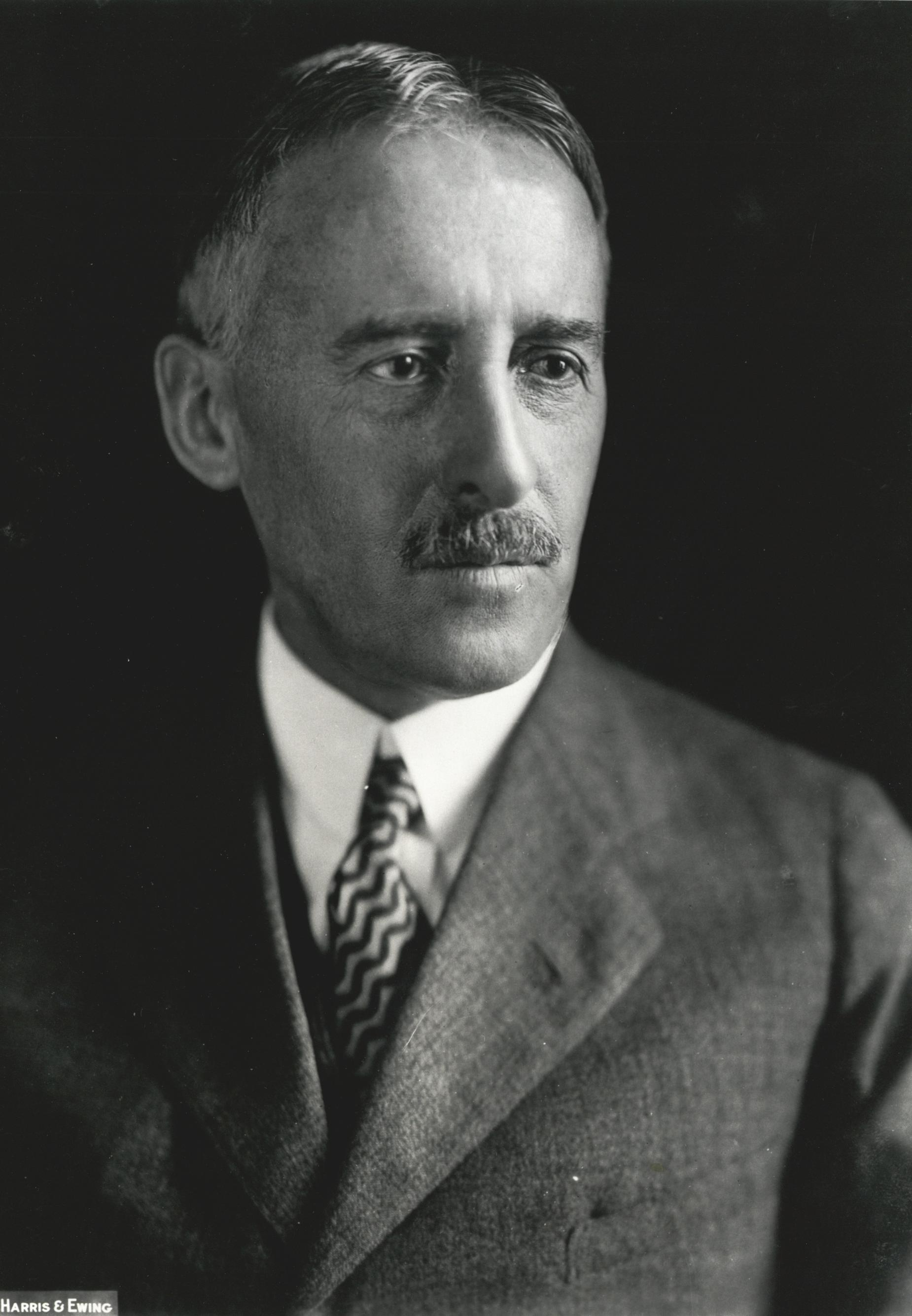
Henry L. Stimson als Außenminister (1929)

Henry Lewis Stimson (* 21. September 1867 in New York City; † 20. Oktober 1950 in Huntington, New York) war ein US-amerikanischer Politiker. Er war u. a. Kriegsminister (Secretary of War) und Außenminister (Secretary of State) der Vereinigten Staaten.

## Leben
Stimson absolvierte 1888 die Yale University, an der er der Studentenverbindung Skull & Bones angehörte. In dieser Zeit lernte er Mabel Wellington White kennen, die er einige Jahre später heiratete. Nach einem Jurastudium an der Harvard University arbeitete er seit 1891 in einer Anwaltskanzlei, in der er 1893 zum Partner wurde.
Im Jahr 1906 wurde Stimson zum United States Attorney for the Southern District of New York ernannt. Im Jahr 1910 trat er bei der Wahl zum Gouverneur von New York als Kandidat der Republikanischen Partei an, verlor aber gegen den Demokraten John Alden Dix. Im Jahr 1911 wurde er unter US-Präsident William Howard Taft Kriegsminister. Diese Position behielt er bis 1913; von 1940 bis 1945 bekleidete er dieses Amt erneut. Im Zweiten Weltkrieg bewahrte er die japanische Stadt Kyoto vor dem Abwurf der ersten Atombombe Little Boy.

## Politik
1922 wurde er auf diplomatischer Mission nach Nicaragua entsandt, wo es ihm gelang, den Bürgerkrieg zu beenden und Wahlen in die Wege zu leiten. In den Jahren 1927 bis 1929 vertrat Stimson die Interessen der USA als der Gouverneur der Philippinen. In den Jahren 1929 bis 1933 war er unter Herbert Hoover Außenminister. Im Oktober 1929 veranlasste er die Schließung der Black Chamber, in der Kryptoanalyse betrieben wurde mit der Begründung „Gentlemen do not read each other's mail“ (deutsch: „Ehrenmänner lesen nicht die Post anderer“). In dieser Zeit etablierte er die Hoover-Stimson-Doktrin und setzte eine Südamerika-Politik durch, die auf eine geringere Einmischung in die inneren Angelegenheiten der dortigen Staaten aufbaute. In den Jahren 1940 bis 1945 war Stimson erneut Kriegsminister. In dieser Funktion setzte er sich erfolgreich gegen den Morgenthau-Plan ein, den er als „Verbrechen gegen die Zivilisation“ ansah.
Zehn Tage vor dem Angriff auf Pearl Harbor trug er im November 1941 in sein Tagebuch die vieldiskutierte Bemerkung ein, dass er angesichts drohender feindlicher Auseinandersetzungen mit Japan mit Präsident Roosevelt diskutiert habe, wie die Japaner dazu zu bringen wären, den ersten Schuss abzugeben, ohne die USA zu großen Gefahren auszusetzen ([Roosevelt] brought up the event that we are likely to be attacked perhaps next Monday … and the question was what we should do. The question was how we should maneuver them into the position of firing the first shot without allowing too much danger to ourselves).
Während des Zweiten Weltkriegs stand Stimson inmitten einer Debatte um die Zielauswahl für die Atombombenabwürfe. Er war dafür verantwortlich, die Stadt Kyōto von der Liste der potenziellen Ziele für die Atombombenabwürfe zu streichen,  obwohl er auf erheblichen Widerstand aus der Militärführung stieß. Dabei spielten wahrscheinlich sowohl persönliche als auch strategische Aspekte eine Rolle, wobei die genauen Beweggründe für seine Opposition unklar bleiben. Die weit verbreitete Annahme, dass Stimson Kyoto schützte, weil er dort seine Flitterwochen verbracht habe, ist historisch nicht belegt. Tatsächlich hatte er die Stadt erst viele Jahre nach seiner Hochzeit erstmals besucht.

## Ehrungen
Nach Stimson wurde das U-Boot USS Henry L. Stimson benannt. Auch die Stimson Memorial Chapel in Bonn trägt seinen Namen.